# Џон Дадли, 1. војвода од Нортамберланда
Џон Дадли, 1. војвода од Нортанберланда (енгл. John Dudley, 1st Duke of Northumberland; 1501 - 22. август 1553) био је енглески племић, војсковођа и политичар, који је управљао Енглеском као регент Едварду VI.

## Прије регентства
Оженио је Џејн Гилдфорд, једину насљедницу свога оца. Након пунчеве смрти Дадли је са Џејниним рођаком водио спор око насљедства које је он тражио као муж насљеднице. Са Џејн је имао четири сина, од којих су најзначајнији били Гилфорд Дадли и Роберт Дадли.
Побуна из 1549. године узроковала је драстични пад популарности Едварда Симора, брата Џејн Симор, који је вршио дужности лорда протектора за вријеме малољетности сестриног сина Едварда VI. Охрабрен сиромашењем Енглеске за вријеме гушења католичких побуна, Анри II Француски је 8. августа 1549. године објавио рат Енглеској. Нашавши се у овој безизлазној ситуацији, Симор се покушао сакрити са краљем у Виндзору, али је ухапшен и одведен у Лондон тауер, где је погубљен 1551. године. Након пада Едварда Симора, на чело регентског вијећа дошао је Џон Дадли, тада гроф од Ворика, а касније проглашен војводом од Нортамберланда.

## Регент Едварду VI
Дадлијевим именовањем за лорда предсједника (а не лорда протектора, како је то било уобичајено) дошло је до још стриктнијег и чвршћег увођења протестантизма у Енглеској. Дадли се успјешно суочио са наредним католичким побунама, те склопио мир са Француском и при томе јој препустио сву енглеску освојену територију у Шкотској и Болоњи. Издано је ново издање Библије и уклањани су сви католички симболи из цркава, а у богослужје је уведена искључиво Књига обичних молитви. Такође су са својих положаја уклоњени и сви католички усмјерени бискупи. Конфисковани су сви црквени земљопосједи и подијељени новој протестантској аристократској елити, међу којом се нарочито обогатио и сам војвода од Нортамберланда. Главни представници опозиције су и физички ликвидирани.

### Мијењање насљедне линије
Дадли је смислио план према којем би свог сина, лорда Гилфорда Дадлија, венчао са Џејн Греј, унуком Марије Тјудор, и путем које би војвода од Нортамберланда очувао своју моћ након све вјероватније смрти болесног краља. Стога је Дадли од Грејевих затражио руку њихове кћери за свога сина. Џејн је у почетку одбијала војводин приједлог јер је сматрала да је Гилфорд "ружан и глуп". Међутим, као и све жене тога времена, није имала избора него да послуша родитеље, пс се 15. маја 1553. удала за Гилфорда.
Током болести Едварда VI постављало се питање насљедника, будући да Едвард и силно амбициозни Дадли, бојећи се рестаурације католицизма, нису жељели да круну наслиједи Едвардова најстарија полусестра, католикиња леди Марија Тјудор. Како је званични разлог за избацивање Марије из насљедне линије била њена проглашена незаконитост, морала је бити избачена и леди Елизабета Тјудор, пошто је Хенри VIII и њу прогласио ванбрачном. Након Марије и Елизабете слиједећа у насљедној линији по вољи Хенрија VIII била је Френсис Брендон, кћер Хенријеве млађе сестре Марије. Нити она није била по Дадлијевој вољи, јер се бојао да би њен супруг, Хенри Греј, могао тражити круну за себе. Дадли је савјетовао Френсис да се одрекне династичких права, што је она и учинила. Сљедећа у насљедном низу је била Џејн Греј, која је већ била удата за Дадлијевог сина и путем које је Дадли желио очувати своју моћ.
Како је сматрао да је план био довољно припремљен, Џон Дадли је издао заповијест судијама да прије Едвардове смрти саставе опоруку према којој би круну наслиједила његова снаха или њени насљедници (то јест, његови унуци). Историчари и правни стручњаци оспоравају правну ваљаност ове опоруке из више разлога, међу којима су најјачи аргументи то што је опоруку саставио малољетни и тешко болесни краљ. Противила се и Закону о насљеђивању, донесеним у вријеме Хенрија VIII.

## Постављање снахе на трон
Едвард VI умро је 6. јула 1553. године, а 10. јула 1553. Супротно тадашњем обичају да се насљедник сам прогласи монархом, Дадли је сам своју снаху прогласио краљицом. Одмах након проглашења, она и Гилфорд су пресељени у Лондон тауер, гдје су краљеVI према обичају боравили прије свог крунисања. Џон је, желећи да осигура да његова петнаестогодишња снаха остане на трону како би он преко ње могао остваривати своје циљеве, прво је морао уклонити Марију, главну ривали Џејнином праву на трон. Марија је, међутим, на вријеме била обавјештена о Дадлијевом плану и побјегла у Сафок.
За само девет дана Марија је скупила војску од 20.000 људи и до 19. јула умарширала у Лондон и свргнула Јане са трона. Парламент је Марију истог тренутка прогласио законитом насљедницом и краљицом. Џон Дадли је одмах био погубљен, а Џејн и Гилфорд затворени под оптужбом за велеиздају и погубљени 12. фебруара 1554. године.